# Knäppupp III – Tillstymmelser
Tillstymmelser, som spelades 1956–1957, var den tredje Knäppupprevyn som Povel Ramel satte upp. Textförfattare var Povel Ramel, Yngve Gamlin och Martin Ljung med flera, musiken skrevs av Povel Ramel och för regin svarade Per Martin Hamberg. Yngve Gamlin stod för dekoren, Carl Gustaf Kruuse för koreografin och Allan Johansson var kapellmästare.
Tillstymmelser hade premiär på Idéonteatern i Stockholm den 22 december 1956 och spelade där till den 16 april 1957. Tältturnén över hela landet pågick den 9 maj-16 september 1957.
Povel har berättat att Knäppupp 3 kändes mer hoprafsad än tidigare knäppupper. Den var också mer ett grupparbete än 1:an och 2:an när det gällde att skriva numren, även om det var Povel själv som komponerade musiken och skrev både vistexter och några monologer. 
Knäppupp 3 innehöll tre av Povels kända nummer, Sorglösa brunn, (som det tog tre dygn att skriva och komponera), Naturbarn och Fat Mammy Brown. Naturbarn var först tänkt för Cilla Ingvar, men den tog Povel sedan hand om själv. Först var den en enkel visa med fyra verser, men så småningom kom improvisationen till och numret blev längre. Cilla fick istället ett annat nummer; Van att få som jag vill. 
Några nummer som till exempel "Naturbarn", "Fat Mammy Brown" och "Kromosomtalaren" spelades in på film och kom även på LP-skiva med namnet En kväll på Idéon (glimtar ur Knäppupp 3 Tillstymmelser) med skivnummer KLP 1. Naturbarn, Sorglösa brunn, Fat mammy Brown, Kromosomtalaren, En lektion i komedi och Bladbergeri hursa! kom även ut på vinylsinglar på Knäppupps singelserie KNEP.

## Medverkande
Lissi Alandh, Tosse Bark, Veit Bethke, Brita Borg, Bobsy Delme, Cilla Ingvar, Allan Johansson, Ludde Juberg, Martin Ljung, Povel Ramel, Oscar Rundqvist, Mille Schmidt, Erik Sjögren, Kari Sylwan (i tältturnén ersatt av Lilian Bergqvist med flera.

## Revynummer
- Upprop: Elastisk inledning där Mille Schmidt ropar in publiken
- Jubileon på Ideon: Tosse Bark sjunger jubileumsvisan
- Kromosomtalaren: Martin Ljung
- Liten kines: Lissi Alandh
- Stackars lilla Hua-Ching: Brita sjunger till kinesisk tablå
- Sorglösa brunn: Povel och Brita
- Rymdknuttarna: Flickery Flies (numret togs sedan bort)[a]

- Dvärgalåten: Flickery Flies (skriven av HasseåTage)
- Lektion i komedi: Martin Ljung
- Van att få som jag vill: Cilla Ingvar
- Bladbergeri hursa!: Povel (ingick ursprungligen i När schlagern dog)
- Den sexiga adjunkten: Lissi Alandh
- Jaha – Nähä: Povel
- Fat Mammy Brown: Brita
- Naturbarn: Povel m.fl.
- Kärlek livet ut: Cilla, Brita och Lissi
- Jazzkonsert: ensemblen som jazzmusiker
- Sjung jazz: finallåt